# Fußball-Weltmeisterschaft 2014/Brasilien
Dieser Artikel behandelt die brasilianische Fußballnationalmannschaft bei der Fußball-Weltmeisterschaft 2014. Brasilien war zum zweiten Mal Gastgeber und nahm zum 20. Mal an der Endrunde teil. Auch an allen Endrunden zuvor war Brasilien als einziges Land vertreten. Nach Niederlagen gegen Deutschland im Halbfinale und die Niederlande im Spiel um Platz 3 wurde der vierte Platz belegt.

## Qualifikation
Am 30. Oktober 2007 wurde Brasilien als Ausrichter der WM 2014 bestimmt und war damit automatisch qualifiziert.

## Vorbereitung
Da Brasilien keine Qualifikation zu bestreiten hatte, wurden bereits nach der WM 2010 alle Spiele im Hinblick auf die WM 2014 bestritten. So nahm an den Olympischen Spielen 2012 eine vom damaligen Nationaltrainer Mano Menezes betreute Mannschaft teil, in der Spieler, die für die A-Nationalmannschaft eine Perspektive hatten, zusammengefasst waren. Zudem wurde 2011 in Absprache mit Argentinien, das 2006  und 2010 ebenfalls im Viertelfinale gescheitert war, die Copa Roca als Superclássico das Américas wieder renanimiert. Da die Spiele aber an Tagen stattfinden, die von der FIFA nicht für Länderspiele reserviert sind und somit keine in Europa tätigen Spieler eingesetzt werden können, kamen bei diesen Spielen nur die Spieler, die in den Ligen Argentiniens und Brasiliens aktiv waren, zum Einsatz. 2011 und 2012 konnte Brasilien den Wettbewerb gewinnen. Mano Menezes wurde aber kurz darauf entlassen und Luiz Felipe Scolari sein Nachfolger, dem Carlos Alberto Parreira als technischer Direktor zur Seite stand. Mit beiden wurden die letzten WM-Titel 2002 bzw. 1994 gewonnen und ihnen gelang es die brasilianische Mannschaft zum Sieg beim Konföderationen-Pokal 2013 zu führen, wobei Weltmeister Spanien im Finale mit 3:0 besiegt wurde.

## Kader
Am 7. Mai wurde der vorläufige Kader der brasilianischen Nationalmannschaft bekannt gegeben. Fünf Spieler standen auch im Kader, der bei der letzten WM im Viertelfinale ausschied, zudem Fred, der ebenso wie Júlio César schon 2006 dabei war. Fünf Spieler gehörten zum Kader, der bei den letzten Olympischen Spielen die Silbermedaille gewann.
| Nr.         | Spieler             | Verein 1               | Länderspiel- einsätze 2 | Länderspiel- tore 2 | Geburtsdatum  | Spiele   | Tore     | Gelbe Karten | Gelb-Rote Karten | Rote Karten | WM-Teilnahmen      | WM-Spiele (insgesamt) | WM-Tore (insgesamt) |
| Torhüter    | Torhüter            | Torhüter               | Torhüter                | Torhüter            | Torhüter      | Torhüter | Torhüter | Torhüter     | Torhüter         | Torhüter    | Torhüter           | Torhüter              | Torhüter            |
| ----------- | ------------------- | ---------------------- | ----------------------- | ------------------- | ------------- | -------- | -------- | ------------ | ---------------- | ----------- | ------------------ | --------------------- | ------------------- |
| 01          | Jefferson           | Botafogo FR            | 9                       | 0                   | 2. Jan. 1983  | 0        | 0        | 0            | 0                | 0           | 2014               |                       |                     |
| 12          | Júlio César         | Toronto FC             | 80                      | 0                   | 3. Sep. 1979  | 7        | 0        | 1            | 0                | 0           | 2006, 2010, 2014   | 12                    | 0                   |
| 22          | Victor              | Atlético Mineiro       | 6                       | 0                   | 21. Jan. 1983 | 0        | 0        | 0            | 0                | 0           | 2014               |                       |                     |
| Abwehr      |                     |                        |                         |                     |               |          |          |              |                  |             |                    |                       |                     |
| 02          | Dani Alves          | FC Barcelona           | 75                      | 6                   | 6. Mai 1983   | 4        | 0        | 1            | 0                | 0           | 2010, 2014         | 9                     | 0                   |
| 03          | Thiago Silva        | Paris Saint-GermainM   | 46                      | 2                   | 22. Sep. 1984 | 6        | 1        | 3            | 0                | 0           | 2010, 2014         | 6                     | 0                   |
| 04          | David Luiz          | Paris Saint-GermainM   | 36                      | 0                   | 22. Apr. 1987 | 7        | 2        | 1            | 0                | 0           | 2014               | 7                     | 2                   |
| 06          | Marcelo             | Real MadridC, P        | 31                      | 4                   | 12. Mai 1988  | 6        | 0        | 0            | 0                | 0           | 2014               | 6                     |                     |
| 13          | Dante               | FC Bayern MünchenM, P  | 12                      | 2                   | 18. Okt. 1983 | 1        | 0        | 1            | 0                | 0           | 2014               | 1                     |                     |
| 14          | Maxwell             | Paris Saint-GermainM   | 9                       | 0                   | 27. Aug. 1981 | 1        | 0        | 0            | 0                | 0           | 2014               | 1                     |                     |
| 15          | Henrique            | SSC NeapelP            | 5                       | 0                   | 14. Okt. 1986 | 1        | 0        | 0            | 0                | 0           | 2014               | 1                     |                     |
| 23          | Maicon              | AS Rom                 | 72                      | 7                   | 26. Juli 1981 | 3        | 0        | 0            | 0                | 0           | 2010, 2014         | 8                     | 1                   |
| Mittelfeld  |                     |                        |                         |                     |               |          |          |              |                  |             |                    |                       |                     |
| 05          | Fernandinho         | Manchester CityM       | 7                       | 1                   | 4. Mai 1985   | 5        | 1        | 1            | 0                | 0           | 2014               | 5                     | 1                   |
| 08          | Paulinho            | Tottenham Hotspur      | 26                      | 5                   | 25. Juli 1988 | 6        | 0        | 0            | 0                | 0           | 2014               | 6                     |                     |
| 11          | Oscar               | FC Chelsea             | 31                      | 9                   | 9. Sep. 1991  | 7        | 2        | 1            | 0                | 0           | 2014               | 7                     | 2                   |
| 16          | Ramires             | FC Chelsea             | 42                      | 4                   | 24. März 1987 | 7        | 0        | 0            | 0                | 0           | 2010, 2014         | 11                    | 0                   |
| 17          | Luiz Gustavo        | VfL Wolfsburg          | 19                      | 1                   | 23. Juli 1987 | 6        | 0        | 2            | 0                | 0           | 2014               | 6                     |                     |
| 18          | Hernanes            | Inter Mailand          | 24                      | 2                   | 29. Mai 1985  | 3        | 0        | 0            | 0                | 0           | 2014               | 3                     |                     |
| 19          | Willian             | FC Chelsea             | 7                       | 2                   | 9. Aug. 1988  | 5        | 0        | 0            | 0                | 0           | 2014               | 5                     |                     |
| 20          | Bernard             | Schachtar DonezkM      | 11                      | 1                   | 8. Sep. 1992  | 3        | 0        | 0            | 0                | 0           | 2014               | 3                     |                     |
| Angriff     |                     |                        |                         |                     |               |          |          |              |                  |             |                    |                       |                     |
| 07          | Hulk                | Zenit Sankt Petersburg | 35                      | 9                   | 25. Juli 1986 | 6        | 0        | 1            | 0                | 0           | 2014               | 6                     |                     |
| 09          | Fred                | Fluminense FC          | 33                      | 17                  | 3. Okt. 1983  | 6        | 1        | 0            | 0                | 0           | 2006, 2014         | 6                     | 1                   |
| 10          | Neymar              | FC Barcelona           | 49                      | 31                  | 5. Feb. 1992  | 5        | 4        | 1            | 0                | 0           | 2014               | 5                     | 4                   |
| 21          | Jô                  | Atlético Mineiro       | 17                      | 5                   | 20. März 1987 | 3        | 0        | 1            | 0                | 0           | 2014               | 3                     |                     |
| Trainerstab |                     |                        |                         |                     |               |          |          |              |                  |             |                    |                       |                     |
|             | Luiz Felipe Scolari | Trainer                |                         |                     | 9. Nov. 1948  | 7        |          |              |                  |             | 2002, 2006, 2014 3 | 21                    |                     |
|             | Flávio Murtosa      | Trainerassistent       |                         |                     | 14. Jan. 1951 |          |          |              |                  |             |                    |                       |                     |
|             | Carlos Pracidelli   | Torwarttrainer         |                         |                     | 3. März 1957  |          |          |              |                  |             |                    |                       |                     |
|             | Paulo Paixão        | Konditionstrainer      |                         |                     | 23. März 1951 |          |          |              |                  |             |                    |                       |                     |

### Testspiele 2014
- 5. März in Johannesburg gegen Südafrika: 5:0 (Torschützen: Oscar/10., Neymar/41., 46. und 90. sowie Fernandinho/79.)
- 3. Juni in Goiânia gegen Panama: 4:0 (Torschützen: Neymar/27., Dani Alves/40., Hulk/46. und Willian/73.)
- 6. Juni in São Paulo gegen Serbien: 1:0 (Torschütze: Fred/58.)

## Endrunde

### Gruppenphase
Schon vor der am 6. Dezember 2013 vorgenommenen Auslosung der Endrunde wurde Brasilien als Gruppenkopf der Gruppe A festgelegt und als eine der beiden Mannschaften, die das Eröffnungsspiel bestritt. Bei der Auslosung wurden Kamerun, Kroatien und Mexiko zugelost.
Gegen Kamerun spielte Brasilien auch in der WM-Vorrunde 1994 sowie in den Vorrunden des Konföderationen-Pokals 2001 und 2003. Die Vor-WM-Bilanz gegen Kamerun ist mit drei Siegen und einer Niederlage positiv. Gegen Mexiko spielte Brasilien auch in den WM-Vorrunden 1950, 1954 und 1962. Zuletzt gab es einen 2:0-Sieg beim FIFA-Konföderationen-Pokal 2013. Davor verlor aber eine mit zahlreichen derzeitigen A-Nationalspielern besetzte brasilianische Mannschaft gegen eine ebenfalls mit zahlreichen derzeitigen A-Nationalspielern besetzte mexikanische Mannschaft im Finale der Olympischen Spiele 2012. Brasilien ist nach den USA und Costa Rica dritthäufigster Gegner der Mexikaner. Die Vor-WM-Bilanz ist mit 22 Siegen, 6 Remis und 10 Niederlagen positiv. Gegen Kroatien spielte Brasilien zuletzt in der WM-Vorrunde 2006 und gewann mit 1:0. Die anderen beiden Spiele endeten remis. Das letzte Gruppenspiel war das 100. WM-Spiel für Brasilien. Nur Deutschland hatte zu dem Zeitpunkt schon mehr WM-Spiele bestritten.
Mannschaftsquartier und Trainingsstätte war das Trainingszentrum Almirante Heleno Nunes des brasilianischen Verbandes in Teresópolis.
| Rang | Land      | Tore | Punkte |
| ---- | --------- | ---- | ------ |
| 1    | Brasilien | 7:2  | 7      |
| 2    | Mexiko    | 4:1  | 7      |
| 3    | Kroatien  | 6:6  | 3      |
| 4    | Kamerun   | 1:9  | 0      |

- Do., 12. Juni 2014, 17:00 Uhr (22:00 Uhr MESZ) in São Paulo
 Brasilien –  Kroatien 3:1 (1:1)

- Di., 17. Juni 2014, 16:00 Uhr (21:00 Uhr MESZ) in Fortaleza
 Brasilien –  Mexiko 0:0

- Mo., 23. Juni 2014, 17:00 Uhr (22:00 Uhr MESZ) in Brasília
 Kamerun –  Brasilien 1:4 (1:2)

### K.-o.-Runde
- Achtelfinale: Sa. 28. Juni 2014, 13:00 Uhr (18:00 Uhr MESZ) in Belo Horizonte
 Brasilien –  Chile 1:1 n. V. (1:1, 1:1), 3:2 i. E.

Zum dritten Mal traf Brasilien im Achtelfinale auf Chile. Das ist die häufigste Achtelfinalpaarung der WM-Geschichte. Die Bilanz gegen Chile vor dem Spiel war mit 48 Siegen, 13 Remis und 7 Niederlagen positiv. Auch die vorherigen WM-Spiele gegen Chile wurden alle gewonnen, zuletzt 2010 mit 3:0 im Achtelfinale.
- Viertelfinale: Fr. 4. Juli 2014, 17:00 Uhr (22:00 Uhr MESZ) in Fortaleza
 Brasilien –  Kolumbien 2:1 (1:0)

Im Viertelfinale musste Brasilien ohne Luiz Gustavo auskommen, der nach zwei gelben Karten gesperrt war. Zuvor spielte die A-Nationalmannschaft 24-mal gegen Kolumbien, davon wurden 14 Spiele gewonnen, 8 – davon die letzten 4 – endeten remis und zwei wurden verloren. Bei Weltmeisterschaften trafen beide zuvor nie aufeinander.
- Halbfinale: Di. 8. Juli 2014, 17:00 Uhr (22:00 Uhr MESZ) in Belo Horizonte
 Brasilien –  Deutschland 1:7 (0:5)

Im Halbfinale musste Brasilien auf Kapitän Thiago Silva verzichten, der nach zwei gelben Karten gesperrt war. Der Stürmer Neymar fiel auf Grund eines Lendenwirbelbruchs für den Rest der WM aus, den er sich bei einem Foul im Viertelfinale zugezogen hatte. Zuvor gab es 21 Spiele gegen Deutschland, von denen 12 gewonnen wurden, 5 endeten remis und 4 wurden verloren. Bei Weltmeisterschaften gab es erst eine Begegnung im Finale 2002, das Brasilien mit 2:0 gewann. Die letzte Begegnung vor der WM zwischen beiden hatte Deutschland am 10. August 2011 mit 3:2 gewonnen. In Brasilien hatte Deutschland zuvor noch nie gegen Brasilien gewonnen. Die 1:7-Niederlage ist eine der beiden höchsten Niederlagen Brasiliens und die höchste Niederlage eines WM-Gastgebers.
- Spiel um Platz 3: Sa. 12. Juli 2014, 17:00 Uhr (22:00 Uhr MESZ) in Brasília
 Brasilien –  Niederlande 0:3 (0:2)

Beide trafen zuvor 11-mal aufeinander und jede Mannschaft gewann dreimal. Fünf Spiele endeten remis. Auch das Torverhältnis war zuvor mit 15:15 ausgeglichen. Bei Weltmeisterschaften gab es vier Spiele, von denen Brasilien eines normal und eines im Elfmeterschießen gewann und zwei verlor.

## Sportliche Auswirkungen
Am 14. Juli beendete der brasilianische Fußballverband CBF die Zusammenarbeit mit Trainer Luiz Felipe Scolari, dem Technischen Direktor Carlos Alberto Parreira und dem übrigen Trainerstab. Nachfolger als Nationaltrainer wurde Dunga, mit dem Brasilien 2010 im Viertelfinale gescheitert war.
In der FIFA-Weltrangliste fiel Brasilien um vier Plätze von Platz 3 auf Platz 7 und war damit zunächst nicht mehr beste südamerikanische Mannschaft in der Rangliste, da Argentinien, Kolumbien und Uruguay vorbeizogen. Erst im April 2017 konnte Brasilien die zwischenzeitlich auf Platz 1 vorgestoßenen Argentinier von der Spitze der Rangliste verdrängen und wieder bestplatzierte südamerikanische Mannschaft werden.

## Rücktritte
Torhüter Júlio César und Stürmer Fred beendeten nach der WM ihre Nationalmannschaftskarriere. Fred befürchtete „der neue Barbosa Brasiliens“ zu werden.